# Greenwood (Illinois)
Pour les articles homonymes, voir Greenwood.
Greenwood est un village du comté de McHenry dans l'Illinois, aux États-Unis,. Situé au nord du comté, il est incorporé le 22 juin 1995.

## Démographie
Lors du recensement de 2010, le village comptait une population de 255 habitants. Elle est estimée, en 2016, à 249 habitants.

### Source de la traduction
- (en) Cet article est partiellement ou en totalité issu de l’article de Wikipédia en anglais intitulé « Greenwood, Illinois » (voir la liste des auteurs).